# Privilegium pro Slavis
Privilegium pro Slavis (Privilegije Slavenima) je povelja koju je 7. svibnja 1381. godine, tijekom posjete gradu Žilini (danas Slovačka, tada kraljevina Mađarska), izdao kralj Ludovik I. Anžuvinac (1342.—1382.). Njom je uvažio pritužbe slovenskih građana Žiline i izjednačio njihova prava s pravima njemačkih kolonista. U povelji je bilo potvrđeno da polovinu članova gradskog veća čine Nijemci, a drugu polovinu Slovaci, dok se gradonačelnik bira na godinu dana i to naizmjenično iz redova jednih i drugih. Očuvana je u prijepisu iz 1431. godine, a danas se čuva u Državnom arhivu u obližnjoj Bitči. U znak sjećanja na izdavanje ove povelje, na gradskoj kući je 3. prosinca 1993. godine otkrivena spomen-ploča.

## Poveznice
- Žilina